# Ferme à vagues

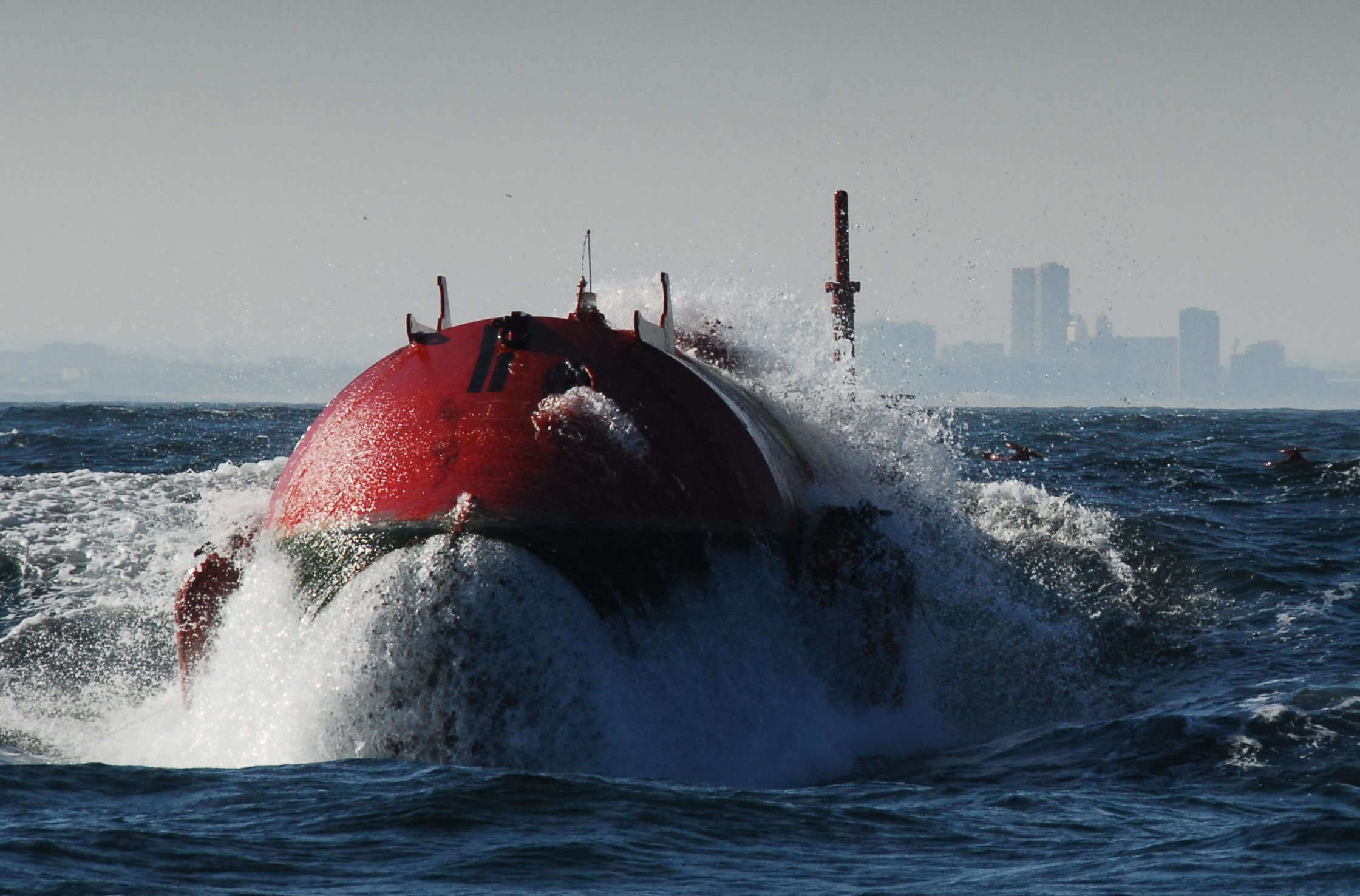
Ferme à vagues d'Aguçadoura.

Une ferme à vagues, ferme houlomotrice ou parc à énergie houlomotrice, est un ensemble de machines ancrées au même endroit, soit en haute mer ou près du littoral, permettant de capter l'énergie des vagues et de produire de grandes quantités d'électricité.
Les centrales houlomotrices sont l'une des techniques de captation de l'énergie marine. L’énergie contenue dans les vagues est supérieure à celle des courants de marée. L'Agence internationale de l'énergie (AIE) estime que la puissance marine mondiale équivaut à 90 000 térawatts-heures (TWh) et la production mondiale d'électricité en 2008 était de 18 000 TWh.

## Historique
Le premier parc à énergie houlomotrice est la ferme à vagues d'Aguçadoura au Portugal inaugurée en 2008 et est composée de trois machines Pelamis, un système à flotteur actionné par les vagues. La plus grande centrale du monde est située en Écosse.